# Batalla de Launac
La batalla de Launac tuvo lugar el 5 de diciembre de 1362. En ella Gastón III de Foix-Bearne, conocido como Febo, obtuvo la victoria frente al conde de Armagnac apoyado por la Casa de Albret, asegurando su dominio militar y económico sobre los territorios situados al norte de las estribaciones pirenaicas.

## Contexto histórico
Afirma el historiador Tucoo-Chala, según recoge la historiadora García Arancón, que «Carlos y Gastón estaban juntos en [el banquete] Ruan cuando el rey Juan II interrumpió el banquete e hizo apresar al rey de Navarra y ejecutar sin juicio a cuatro caballeros suyos.» Sin embargo, Meyer afirmaba que su detención debió ser posterior, cuando fue a interceder por su cuñado al rey de Francia tras haber solicitado al rey de Aragón que también intercediera por Carlos. Con todo, Juan II aprovechó el momento para reclamar al de Foix el vasallaje que le debía por Bearne. Lo cierto es que el infante Luis de Navarra, durante las negociaciones realizadas para liberar a su hermano, en abril de 1356 en la corte de Orthez, «como interlocutores sólo se mencionan a los consejeros del vizconde, prueba de que éste estaba preso y no fue liberado hasta julio.»
El 18 de octubre de 1361 Carlos II de Navarra embarcó con rumbo a Navarra recalando en el puerto de Bayona. Antes de entrar en el reino se detuvo a visitar a su cuñado, el conde de Foix. Esta visita, que tuvo lugar en diciembre de 1361 en Salvatierra de Bearne. Gastón estaba sosteniendo una guerra con el conde de Armagnac, que contaba con el apoyo de Francia, y buscaba estrechar todavía más sus relaciones con Navarra. Las relaciones se fortalecieron aún más si cabe, cuando «a fines de 1362 Carlos actúa de nuevo como mediador y fue el padrino del hijo de Gastón e Inés, nacido a mediados de septiembre. No en vano eran muchos los bearneses al servicio del rey navarro, sin obviar que el captal del Buch, Juan de Grailly, era señor de un feudo situado cerca de Arcachon y era primo del conde de Foix. Así pues, la alianza entre Foix y Navarra constituía un buen medio para detener los ansias expansionistas de Francia, Inglaterra y Aragón.

## Desarrollo
La casus belli entre Foix-Bearne y Armagnac fue la disputa por el condado de Bigorra sobre el que ambas casas reclamaban su dominio a pesar de que el tratado de Brétigny estipulaba que era dominio de los ingleses. El condado quedaba situado entre Bearne y Foix. 
Tras numerosas escaramuzas, los dos bandos aprovecharon las treguas firmadas en la Guerra de los Cien Años para atender y resolver su disputa y reutilizar los recursos bélicos disponibles, como las grandes compañías.
Contrariamente a la costumbre de no guerrear durante el invierno, Gastón Febo se decidió atacar Armagnac desde el país de Foix, a través del llano tolosano. Se encontró con las tropas de la coalición Armagnac-Albret cerca de Launac, probablemente en la comuna de Thil, el 5 de diciembre de 1362.
El equilibrio de poder favorece en gran medida al bando de Armagnac, pero sus tropas no son muy móviles y carecen de arqueros e infantería. Juan I de Armagnac, ya hecho prisionero en Italia, forma parte de esta caballería todavía pensando que la lucha se reduce a un asalto frontal. Gastón Febo logró contrarrestar el ataque de Juan I con un movimiento envolvente. Aquí replica a menor escala las batallas de Crécy y Poitiers. Febo obtiene una victoria abrumadora, toma prisioneros a los nobles del país de Albret, Armagnac y Cominges, recuperando enormes rescates en el proceso. 

## Consecuencias
La batalla es particularmente notable por el hecho de que Foix capturó a la mayoría de los líderes de Armagnac, que fueron extorsionados. Esto le dio a Gastón Febo una gran riqueza. Sólo el rescate de Juan de Armagnac fue de 300.000 florines y los registros supervivientes muestran que el rescate mínimo recaudado en total fue de 600.000 florines, una cantidad de oro que pesaba más de 2 toneladas. Los cronistas contemporáneos la estimaron aún más. Se cree que el sobrino de Armagnac, el señor de Albret, fue rescatado por 100.000 florines, el conde de Cominges fue rescatado por 50.000 florines y el caballero medio, por 1.500 florines. La deuda se saldó principalmente mediante la venta de dos señoríos estratégicos entre Bigorra y Cominges.
Esta victoria permitió a Gastón Febo asegurar su dominio militar, político y financiero sobre casi todo el territorio norpirenaica, a excepción de la parte más occidental.
Fue tan grande el triunfo que Gastón Febo decretó que el aniversario de la batalla se celebrara anualmente en todos sus territorios. El cronista Jean Froissart fue invitado a la celebración del 28º aniversario y registró procesiones religiosas y fiestas solemnes.